# Amisega
Genre
Synonymes
- Mesitiopterus  Ashmead, 1902

Amisega est un genre de la famille des Chrysididae. Ce genre regroupe 21 espèces :
- Amisega aeneiceps Ducke
- Amisega azurescens Ducke
- Amisega belizensis Kimsey
- Amisega bennetti Kimsey
- Amisega bicolor Kimsey
- Amisega chiapana Kimsey
- Amisega cooperi Krombein
- Amisega cuprifrons Cameron
- Amisega evansi (Krombein)
- Amisega flavicrus Kimsey
- Amisega flavipes Kimsey
- Amisega floridensis (Krombein)
- Amisega kahlii (Ashmead)
- Amisega mocsaryi Ducke
- Amisega perviridis Kimsey
- Amisega rufilateralis Kimsey
- Amisega semiflava Kimsey
- Amisega similis Kimsey
- Amisega striata Kimsey
- Amisega tenebrae Kimsey
- Amisega townsendi (Ashmead)